# Sectie 28
Sectie 28 (Engels: Section 28) was een controversiële wijziging van de Britse Local Government Act, die werd ingevoerd op 24 mei 1988 en afgeschaft op 18 november 2003. Het amendement verbood het lokale overheden om
"homoseksualiteit opzettelijk te bevorderen of materiaal te publiceren met de bedoeling homoseksualiteit aan te moedigen"
en
"de toelaatbaarheid van homoseksualiteit als een zogenaamde familierelatie te onderwijzen".
In feite betekende de inhoud van Sectie 28 dat het gemeenten niet toegestaan was materiaal te verspreiden, zoals pamfletten of boeken, waarin homoseksuele relaties als normaal werden beschouwd. Veel scholen durfden ook aan homoseksualiteit gerelateerde onderwerpen niet meer klassikaal te behandelen uit angst om hun overheidssteun te verspelen. De wet werd ook gebruikt om homo-belangengroeperingen van studenten op te heffen.

## Geschiedenis
In Groot-Brittannië was, net zoals in veel andere westerse landen, in de jaren 80 ophef ontstaan over het oprukken van aids; de verspreiding van het Hiv werd geacht vooral bij seks tussen homoseksuele mannen plaats te vinden. In 1983 publiceerde de Daily Mail een artikel waarin stond dat een door de Labour Partij gecontroleerde onderwijsautoriteit in Londen een boek verspreidde waarin een meisje inwoonde bij haar vader en diens vriend. In de daaropvolgende publieke discussie uitten veel conservatieve parlementsleden het vermoeden dat linksgeoriënteerde gemeenten hun kinderen indoctrineerden met wat zij zagen als homoseksuele propaganda. In 1986 lukte het de Conservatieven echter niet "An act to refrain local authorities from promoting homosexuality" ("Een wet om lokale autoriteiten te ontmoedigen om homoseksualiteit te bevorderen") door het House of Commons te loodsen.
Een nieuwe poging om een soortgelijke wet te introduceren slaagde wel in 1987. Sectie 28 werd opgesteld door de conservatieve David Wilshire om toegevoegd te worden aan de Local Government Act, die verder alleen de verplichte schoolfaciliteiten vastlegde. De clausule werd vlak voor het kerstreces 1987 voorgelegd aan het parlement, werd aangenomen en trad in mei 1988 in werking. In de aanloop naar de inwerkingtreding nam het aantal aanvallen op homoseksuelen toe, met als hoogtepunt de brandstichting in het hoofdkwartier van de Gay Capital in Londen. Op 24 mei, de dag dat de clausule actief werd, wist een groep demonstrerende lesbiennes het gebouw van de BBC binnen te dringen en het zesuurjournaal te verstoren door zich vast te ketenen aan het bureau van de presentatrice.
Nadat het artikel officieel wet was geworden ontstond er op veel scholen verwarring over wat de onderwijzers wel en niet mochten doen. Het Ministerie van Onderwijs liet weten dat sectie 28 een objectieve bespreking van homoseksualiteit niet onder de bepalingen van de clausule viel, waarop een conservatief parlementslid tegenwierp dat de wet juist bedoeld was om schoolkinderen tegen het onderwerp te beschermen. Sectie 28 leidde slechts eenmaal tot een rechtszaak: in 2000 sleepte een christelijke organisatie onsuccesvol de gemeenteraad van Glasgow voor de rechter vanwege een door de gemeente gesponsord anti-aidsevenement.

## Tegenactie
De invoering van sectie 28 leidde tot een opleving in de Britse gay rights beweging. Na de invoering werden verschillende invloedrijke protestorganisaties opgericht, waaronder Stonewall en Outrage!, en spraken bekende Britten zoals Ian McKellen zich uit tegen de wet. Gaandeweg bleek het wetsartikel echter een splijtzwam voor de Conservatieve Partij. Er ontstond een breuk tussen de aanhangers en tegenstanders van sectie 28, en in 1999 ontsloeg fractievoorzitter William Hague zelfs een parlementslid omdat deze zich had betuigd als voorstander van de afschaffing van het artikel. Het jaar daarop verliet een prominente homoseksuele conservatief zijn partij ten gunste van de Labour Party.

## Afschaffing
In februari 2000 probeerde de Labour-overheid voor de eerste keer om sectie 28 af te schaffen, maar de poging sneuvelde in het House of Lords. In Schotland lukte het in juni van datzelfde jaar wel om het artikel te herroepen, met 99 stemmen vóór, 17 tegen en 2 onthoudingen. Een tweede poging in Londen werd gedaan op 24 juli 2000, maar ondanks concessies die gedaan waren aan de conservatieven wat betreft het onderwijzen in traditionele familiewaarden passeerde het voorstel ook deze keer niet het Hogerhuis. Uiteindelijk stemden de Lords in september 2003 in met een nieuwe Local Government Act waarin sectie 28 niet voorkwam; deze nieuwe wet trad in werking op 18 november van dat jaar.